# Mountain Park (Carolina del Norte)
Mountain Park es un área no incorporada ubicada del condado de Surry en el estado estadounidense de Carolina del Norte.El nombre de la comunidad proviene de su lugar en la montaña en un entorno similar a un parque.